# 刘脩 (中山王)

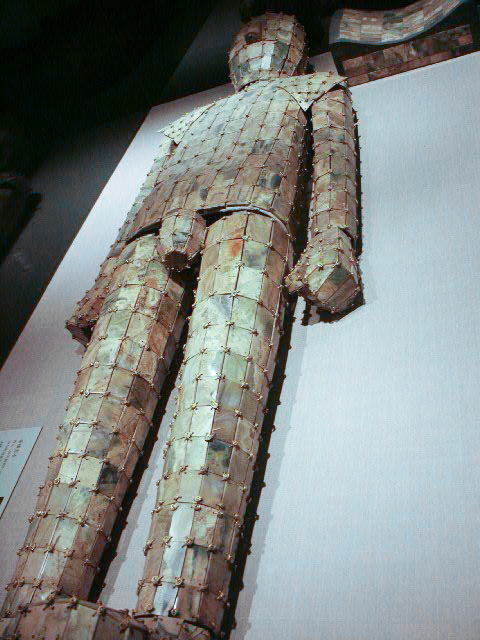
出土于汉中山王墓的刘脩金缕玉衣（现藏于中国国家博物馆）

刘脩（？—前55年），一作刘循，西汉中山宪王刘福子。地節元年（公元前69年）袭封，五凤三年（公元前55年）去世。谥号怀。无后，国除。1973年，在河北定县发现了汉中山王墓，墓主为刘脩，刘脩身着金缕玉衣。